# AMD FireStream

Лого FireStream

ATI Stream Technology (ранее как ATI FireStream и AMD Stream Processor) — API с открытым исходным кодом, которое предоставляет возможность разработчикам использовать вычислительные возможности GPU . Он предоставляет возможность использования шейдеров графического процессора для запуска вычислительных программ. Интерфейс программирования осуществляется через OpenCL. Это дает возможность ускорения вычислений, и может быть использовано, в том числе, в игровой сфере, для ускорения просчетов физики, если движок физики поддерживает OpenCL.
Областями применения ATI Stream являются также приложения, требовательные к вычислительному ресурсу, такие, как финансовый анализ или обработка сейсмических данных. Использование потокового процессора позволило увеличить скорость некоторых финансовых расчётов в 55 раз по сравнению с решением той же задачи силами только центрального процессора. 